# Aeroporto Internacional do Kuwait

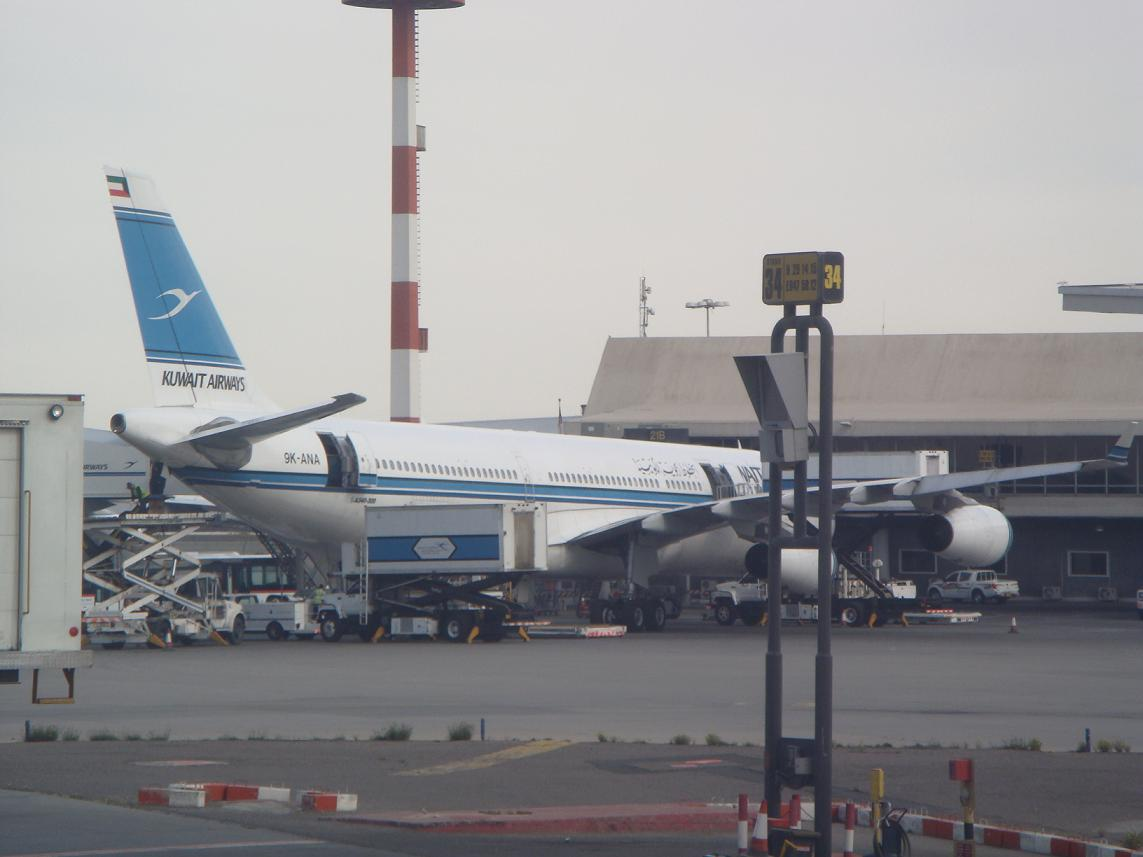
Um avião A-340 da Kuwait Airways.

O Aeroporto Internacional do Kuwait situa-se em Farwaniya, Kuwait, 16 quilômetros (cerca de 10 milhas) ao sul da Cidade do Kuwait. É o núcleo do Kuwait Airways. Uma parte do complexo aeroportuário é designada como Base Aérea de Al Mubarak, que contém o quartel general da Força Aérea do Kuwait, assim como o Museu da Força Aérea do Kuwait.
O aeroporto sofreu um grande projeto de renovação e expansão 1999-2001, no qual o antigo parque foi limpo e um terminal expandido e construído. Este incorporou novas áreas de check-in, uma nova entrada para o aeroporto, a construção de uma parque de estacionamento com multi-estrutura, o aeroporto tem centro comercial com lojas como a marca Jansport, Debenham's, e uma Megaloja Virgin. Uma praça de alimentação faz parte integrante desta expansão, com uma Pizza Express e Starbucks, assim como fast-food, tais como saídas Fuddrucker's e KFC.
O Aeroporto Internacional do Kuwait pode manipular atualmente seis milhões de passageiros por ano. Recentemente, a Direção Geral da Aviação Civil anunciou que um novo terminal vai começar a ser construído, e irá aumentar a movimentação de passageiros anuais e ascender a catorze milhões. Terminal II está previsto para conclusão até o final de 2010. No momento com três estrelas pela Skytrax do aeroporto classificação exercício, juntamente com outros sete aeroportos.

## Linhas Aéreas
- Air Arabia (Sharjah)
- Air India (Mumbai)
  - Air India Express (Calicut, Cochin, Mangalore, Sharjah, Chennai)
  - Indian Airlines (Ahmedabad, Calicut, Chennai, Goa, Hyderabad, Mumbai)
- Airquarius (Baghdad)
- Air Slovakia (Bratislava) [seasonal]
- Ariana Afghan Airlines (Kabul, Dubai)
- Bahrain Air (Beirut, Kuwait City)
- Biman Bangladesh Airlines (Dhaka, Dubai)
- British Airways (London-Heathrow)
- Bulgaria Air (Sofia) [seasonal]
- Delta Air Lines (Atlanta)
- East Air (Baçorá, Tallil)
- EgyptAir (Alexandria, Assiut, Cairo, Luxor)
- EgyptAir Express (Marsa Alam)
- Emirates (Dubai)
- Ethiopian Airlines (Addis Ababa, Bahrain)
- Etihad Airways (Abu Dabi)
- Globe Aviation (Baçorá, Tallil)
- Gulf Air (Bahrain)
- Iran Air (Mashad, Shiraz, Shahre Kord, Tehran-Imam Khoemeini, Kish, Larestan)
- Iran Asseman Airlines (Lamerd, Shiraz)
- Jazeera Airways (Alexandria, Amman, Assiut, Bahrain, Beirut, Damascus, Delhi, Doha,Dubai, Istanbul (Sabiha), Jeddah, Khartoum, Kochi,Larnaca, Luxor, Male, Marsa Alam, Mashad, Mumbai, Muscat, Riyadh, Sanaa, Shiraz, Tehran)
- Jet Airways (Kochi)
- KLM Royal Dutch Airlines (Amsterdam, Muscat)
- Kuwait Airways (Abu Dhabi, Ahmedabad, Alexandria, Amman, Assiut, Bahrain, Bangkok-Suvarnabhumi, Beirut, Cairo, Cochin, Chennai, Colombo, Casablanca, Damascus, Dammam, Delhi, Dhaka, Doha, Dubai, Frankfurt, Geneva, Hyderabad, Islamabad, Jakarta, Jeddah, Kuala Lumpur, Lahore, London-Heathrow, Luxor, Manila, Mumbai, Malaga, Muscat, New York-JFK, Paris-Charles de Gaulle, Peshawar, Riyadh, Rome Fiumicino, Sharm El Sheikh, Surabaya, Tehran-Imam Khomeini, Trivandrum)
- Lufthansa (Dammam, Frankfurt)
- Middle East Airlines (Beirut)
- Nawras Air (Baçorá)
- Olympic Airlines (Atenas, Dubai)
- Oman Air (Dubai, Muscat)
- Pakistan International Airlines (Islamabad, Karachi, Lahore, Peshawar, Sialkot)
- Qatar Airways (Doha)
- Royal Jordanian (Amman)
- Saudi Arabian Airlines (Jeddah, Riyadh, Madeenah)
- Shaheen Air International (Lahore)
- Skylink (Baçorá)
- SriLankan Airlines (Colombo, Dubai)
- Syrian Arab Airlines (Damascus)
- Thai Airways International (Bangkok-Suvarnabhumi, Dubai)
- Tunisair (Bahrain, Tunis)
- Turkish Airlines (Istanbul-Atatürk)
- United Airlines (Washington-Dulles)
- Wataniya Airways (Dubai)[begins January]
- Yemenia (Doha,Sanaa)

### Linhas cargueiras
- Air France Cargo
- Cargolux
- DHL
- Falcon Express
- Lufthansa Cargo
- Martinair
- Singapore Airlines Cargo
- South Air